# Elena Semechin
Elena Semechin, geborene Krawzow (russisch Елена Кравцова, Jelena Krawzowa; * 26. Oktober 1993 in Nowo-Woskressenowka (heute Andas batyr), Kasachstan) ist eine deutsche Schwimmerin. Ihr größter Erfolg ist der Gewinn der Goldmedaillen bei den Paralympics 2020 in Tokio und 2024 in Paris über 100 m Brust. In den Jahren 2013 und 2019 wurde sie über diese Strecke Weltmeisterin.

## Karriere
Elena Krawzow wuchs in Mergen an der Grenze zu Kirgisistan in einer russisch-deutschen Familie (Die Großmutter väterlicherseits war eine Sowjetdeutsche.) mit der russischen Sprache auf. Sie hat zwei Brüder und eine Schwester. Als sie 7 Jahre alt war, zogen die Eltern mit ihr nach Woronesch (Russland) und 2005 von dort als Spätaussiedlerin nach Deutschland. Ihre Eltern sind 2016 wieder in ihre Heimat in Kasachstan zurückgesiedelt.
Mit sieben Jahren brach bei ihr die Erb-Erkrankung Morbus Stargardt aus, die die Sehfähigkeit stark einschränkt. Mit 12 Jahren wechselte sie die Schule und ging in Nürnberg auf das Bildungszentrum für Blinde und Sehbehinderte (bbs). Erst mit 13 Jahren lernte Krawzow das Schwimmen. Der Leiter des bbs-Freizeitzentrums, Michael Heuer, wurde auf sie aufmerksam und lenkte ihr Interesse auf den Schwimmsport. Sie trainierte beim TSV Altenfurt bei Trainer Günter Zirkelbach. Auf nationaler Ebene ging Krawzow für den Verein für Behinderten-, Versehrten- und Rehabilitationssport (BVSV) an den Start.
Krawzow schloss im August 2015 ihre Ausbildung zur Physiotherapeutin ab. Gleichzeitig folgte der Umzug von Nürnberg nach Berlin sowie das Starten für das Berliner Schwimmteam des Paralympischen Sport Clubs Berlin (PSC Berlin), wo Philip Semechin ihr Trainer wurde.
Aufgrund ihrer stark eingeschränkten Sehfähigkeit wurde sie zunächst in die Startklasse S13, später in die Startklasse S12 eingeordnet.
2020 stand sie Modell für das Männermagazin Playboy. Am 16. Oktober 2021 gab sie öffentlich bekannt, dass bei ihr in der linken oberen Gehirnhälfte ein Hirntumor festgestellt worden sei. Die erfolgreiche Operation fand am 3. November 2021 in der Berliner Charité statt. Zwei Tage vorher hatte sie noch ihren Trainer Phillip Semechin geheiratet.
Im Anschluss an die Operation war eine langwierige Chemotherapie erforderlich.

## Erfolge

### Paralympische Spiele
- 2012 London: 2. 100 m Brust, 8. 50 m Freistil
- 2016 Rio de Janeiro: 5. 100 m Brust
- 2020 Tokio: 1. 100 m Brust
- 2024 Paris: 1. 100 m Brust

### Para-Weltmeisterschaften
- 2013 Montreal: 1. 100 m Brust, 3. 50 m Freistil, 4. 100 m Freistil, 4. 200 m Lagen
- 2017 Mexiko-Stadt: 4. 100 m Brust
- 2019 London: 1. 100 m Brust, 4. 50 m Freistil, 8. 100 m Freistil
- 2022 Madeira: 2. 100 m Brust
- 2023 Manchester: 1. 100 m Brust

### Para-Europameisterschaften
- 2011 Berlin: 4. 50 m Freistil, 4. 100 m Brust
- 2014 Eindhoven: 1. 100 m Brust, 3. 50 m Freistil, 3. 200 m Lagen, 5. 400 m Freistil, 6. 100 m Freistil
- 2016 Funchal: 1. 100 m Brust, 4. 100 m Rücken, 6. 50 m Freistil, 6. 200 m Lagen, 7. 400 m Freistil
- 2018 Dubai: 1. 50 m Freistil, 1. 100 m Brust, 1. 200 m Lagen, 3. 100 m Freistil, 3. 100 m Schmetterling
- 2020 Funchal: 1. 100 m Brust, 4. 50 m Freistil
- 2024 Funchal: 1. 100 m Brust, 4. 50 m Freistil

## Auszeichnungen
- Silbernes Lorbeerblatt 2012[9], 2021[10]
- Juniorsportlerin des Jahres 2013 Sonderpreis Behindertensport (Deutsche Sporthilfe)[9]
- Allianz-Sportlerin des Monats Juni 2016[11]
- Berlins Sportlerin des Jahres 2019,[12] 2021,[13] 2023,[14] 2024[15]
- Parasportlerin des Jahres 2021[16], 2024[17]